# Yield (Album)
Yield ist das fünfte Studioalbum der US-amerikanischen Rockband Pearl Jam. Es wurde von Brendan O’Brien produziert. Zum ersten Mal seit dem Debütalbum Ten veröffentlichte die Band einen Videoclip zu einer Single. Regie bei Do the Evolution führten Kevin Altieri und Todd McFarlane.

## Gestaltung
Typisch für die Band, erschien auch dieses Album im Pappschuber. Auf dem Cover ist eine Landstraße zu sehen, an deren Rand ein Straßenschild mit der Aufschrift „Yield“ und der Bedeutung „Vorfahrt achten!“ angebracht ist. Öffnet man das Frontcover, so sieht man wieder dasselbe Straßenschild im Meer stehen.

## Rezeption
Bill Aicher schrieb auf der Seite musiccritic.com, Pearl Jam hätten erneut ein großartiges Album veröffentlicht. Das Album setze ihren Weg vom „rauhen Grunge zum zivilisierten Rock fort.“

## Titelliste
1. Brain Of J.
2. Faithfull
3. No Way
4. Given to Fly
5. Wishlist
6. Pilate
7. Do the Evolution
8. Red Dot
9. MFC
10. Low Light
11. In Hiding
12. Push Me, Pull Me
13. All Those Yesterdays

## Kommerzieller Erfolg

### Chartplatzierungen
| ChartsChartplatzierungen       | Höchstplatzierung | Wochen |
| ------------------------------ | ----------------- | ------ |
| Deutschland (GfK)              | 4 (14 Wo.)        | 14     |
| Österreich (Ö3)                | 4 (13 Wo.)        | 13     |
| Schweiz (IFPI)                 | 6 (12 Wo.)        | 12     |
| Vereinigte Staaten (Billboard) | 2 (37 Wo.)        | 37     |
| Vereinigtes Königreich (OCC)   | 7 (7 Wo.)         | 7      |

| ChartsJahrescharts (1998) | Platzierung |
| ------------------------- | ----------- |
| Deutschland (GfK)         | 69          |

### Auszeichnungen für Musikverkäufe
| Land/Region                  | Auszeichnungen für Musikverkäufe (Land/Region, Auszeichnung, Verkäufe) | Verkäufe  |
| ---------------------------- | ---------------------------------------------------------------------- | --------- |
| Australien (ARIA)            | Platin                                                                 | 70.000    |
| Kanada (MC)                  | 2× Platin                                                              | 200.000   |
| Mexiko (AMPROFON)            | Gold                                                                   | 75.000    |
| Neuseeland (RMNZ)            | 2× Platin                                                              | 30.000    |
| Niederlande (NVPI)           | Gold                                                                   | 50.000    |
| Polen (ZPAV)                 | Gold                                                                   | 50.000    |
| Spanien (Promusicae)         | Platin                                                                 | 100.000   |
| Vereinigte Staaten (RIAA)    | Platin                                                                 | 1.000.000 |
| Vereinigtes Königreich (BPI) | Gold                                                                   | 100.000   |
| Insgesamt                    | 4× Gold · 7× Platin ·                                                  | 1.975.000 |

Hauptartikel: Pearl Jam/Auszeichnungen für Musikverkäufe